# Гунчо войвода
Гунчо войвода с рождено име Илия Господинов (между 1830 и 1832 – 1868) е български хайдутин.
Гунчо войвода е роден в Сливен и по професия е шивач. През 1867 – 1868 г. с четата си прави опит да се присъедини към тази на Панайот Хитов. Това става защото те нямали за цел вдигане на въстание. Не успяват и с включване към Хаджи Димитър и Стефан Караджа поради разгрома на тази чета.
Цялата 1868 г. преминава в очакване идването на Четата на Хаджи Димитър и Стефан Караджа. Поради тежките сражения с войска и потери, които води четата на прочутите войводи, Гунчо с малката си чета организира обир на турската поща от Русе за Цариград, за да отклони вниманието на властите. Нападението е извършено на 13 август 1868 г. в местността Джендема в Котленския Балкан, когато още не са дошли вести за гибелта на Хаджи Димитър. Гунчо и Тодор Денев войвода имали планове да се изтеглят да зимуват във Влашко, но четата се разпръснала заради ранния сняг.
Гунчо войвода и сподвижника му Тодор Денев-Харбсоглу падат убити в околностите на село Градец, дали при грабеж, дали поради възникнали несъгласия или заради разпадналата се чета, преследвана поединично. Четници тук са: Продан Илиев от Сливен, Дончо Влахът от Стара Загора, Христо Проданов от Карлово, Иван Минчев от Котел, Георги и Коста от село Кипилово, Добри от Калофер, Иван Моканчето от Унгария, Яни от Битоля и Петър Кехая от Панагюрище.